# 씨티케이코스메틱스
씨티케이코스메틱스(CTK Cosmetics Co., Ltd.)는 대한민국의 화장품 플랫폼 기업이다. 본사는 서울특별시 서초구 효령로 234 씨티케이코스메틱스에 위치해 있으며 대표이사는 정인용이다.

## 상장
2017년 12월 7일에 공모가 55,000원에 코스닥 시장에 상장하였다.

## 참고문헌
1. ↑  씨티케이, 뷰티 플랫폼 'CTKCLIP' 파트너사이트 본격 오픈, 코스인코리아, 2023.09.14
2. ↑  씨티케이코스메틱스 2022년 매출 694억, 전년비 39.1%↓, 미용실, 2023-03-24
3. ↑  박선영, 한국IR협의회 기술분석보고서-씨티케이
4. ↑  최선영 씨티케이 대표 사임…’왜 떠나갔나’, 코스모닝, 2021.12.26